# Portal Tomb von Killoneery

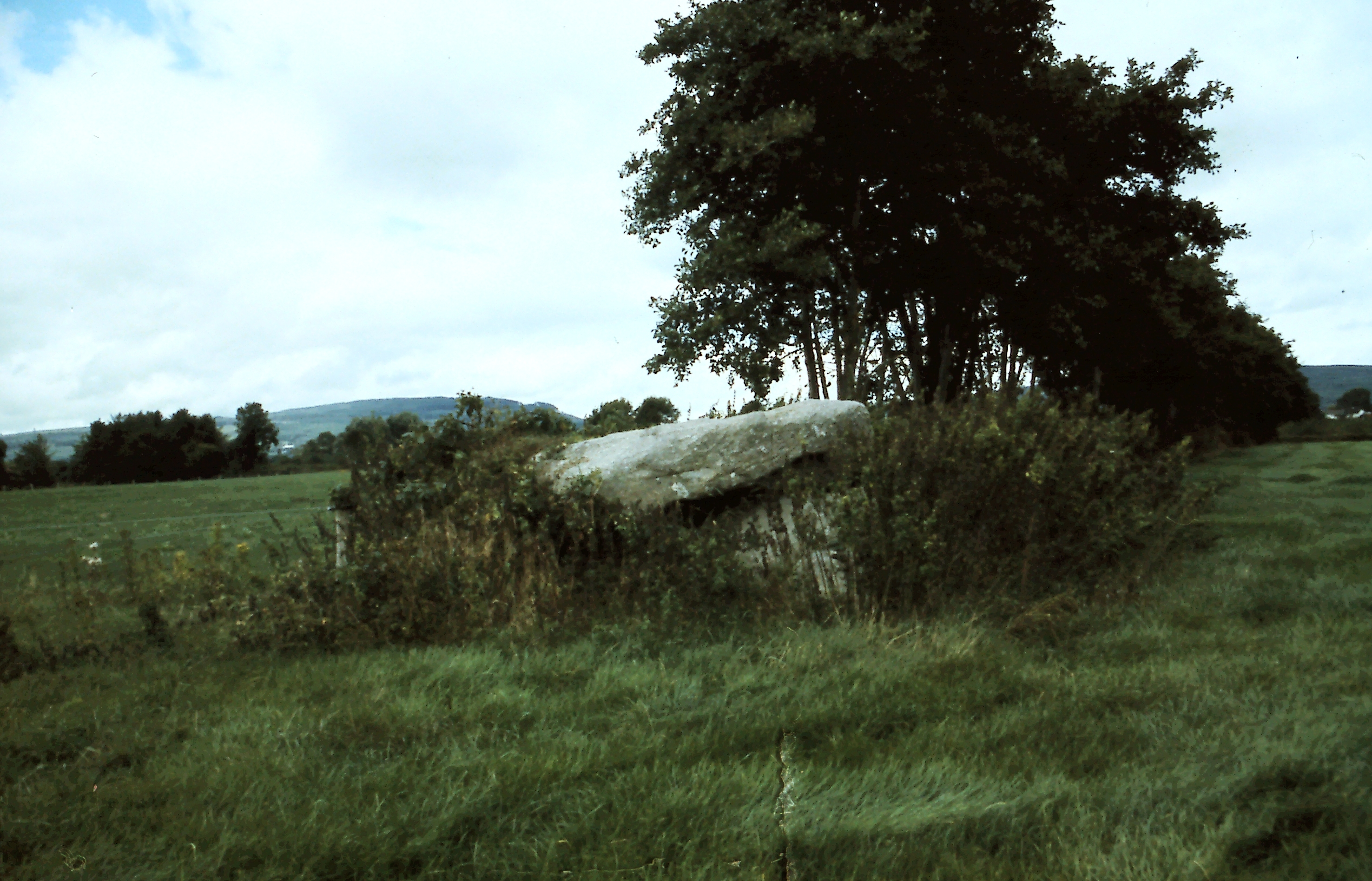
Portal Tomb von Killoneery

Das eingestürzte Portal Tomb von Killoneery (oder Killonerry) befindet sich auf einem niedrigen, unrunden Hügel von etwa 10 m Durchmesser auf einer Weide, im Townland Killonerry (irisch Cill Ó Neire) im äußersten Westen des County Kilkenny in Irland, etwa 100 m westlich des Flusses Lingaun (An Loinneán), eines Nebenflusses der Suir, der hier die Grenze zum County Tipperary bildet. 
Der lange, verlagerte Deckstein misst 3,8 m in der Länge, 2,6 m in der Breite und ist maximal 1,6 m dick. Er liegt schräg auf der zusammengebrochenen Kammer. Die Portalsteine waren ursprünglich 1,4 m hoch. Der Endstein wurde zerstückelt. Unter dem Deckstein und dem Türstein befindet sich Cairnmaterial. Die Kammer ist gefüllt mit Lesesteinen. 
In der Nähe liegt das Passage Tomb von Knockroe.